# جيمس إل. دولان
جيمس إل. دولان (بالإنجليزية: James L. Dolan)‏ هو كبير الإداريين التنفيذيين أمريكي، ولد في 11 مايو 1955.

## وصلات خارجية
- جيمس لورنس دولان على موقع إن إن دي بي (الإنجليزية)